# Нижчедубечанська сільська рада
Нижчедубеча́нська сільська́ ра́да — адміністративно-територіальна одиниця та орган місцевого самоврядування в Вишгородському районі Київської області. Адміністративний центр — село Нижча Дубечня.

## Загальні відомості
Нижчедубечанська сільська рада утворена в 1919 році.
- Територія ради: 40,029 км²
- Населення ради: 1330 осіб (станом на 2001 рік)
- Територією ради протікає річка Десна

## Населені пункти
Сільській раді підпорядковані населені пункти:
- с. Нижча Дубечня

## Склад ради
Рада складається з 16 депутатів та голови.
- Голова ради: Ткач Віталій Григорович

### Керівний склад попередніх скликань
| Прізвище, ім'я, по батькові   | Основні відомості                                                               | Дата обрання | Дата звільнення |
| ----------------------------- | ------------------------------------------------------------------------------- | ------------ | --------------- |
| Клименко Валентина Григорівна | Сільський голова, 1955 року народження, освіта середня спеціальна, позапартійна | 26.03.2006   | 31.10.2010      |
| Клименко Валентина Григорівна | Сільський голова, 1955 року народження, освіта середня спеціальна, позапартійна | 31.10.2010   | 02.11.2015      |
| Ткач Віталій Григорович       | Сільський голова, 1967 року народження, освіта вища, позапартійний              | 02.11.2015   |                 |

Примітка: таблиця складена за даними сайту Верховної Ради України та ЦВК

### Депутати VII скликання
За результатами місцевих виборів 2015 року:
- Кількісний склад ради: 12
- Кількість обраних: 10
- Кількість мандатів, що залишаються вакантними: 2

#### За суб'єктами висування
| Суб'єкт висування | Кількість обраних депутатів | %      |
| ----------------- | --------------------------- | ------ |
| Самовисування     | 10                          | 100.00 |

#### За округами
| № округу | Прізвище, ім'я, по батькові     | Ким висунуто                    | Дата нар.                       | Освіта                          | Партійна приналежність          | Відомості                                         |
| -------- | ------------------------------- | ------------------------------- | ------------------------------- | ------------------------------- | ------------------------------- | ------------------------------------------------- |
| 1        | Мусієнко Тетяна Адамівна        | Самовисування                   | 28.04.1972                      | професійно-технічна             | безпартійна                     | ПП Бендик, продавець                              |
| 2        | Призначено повторне голосування | Призначено повторне голосування | Призначено повторне голосування | Призначено повторне голосування | Призначено повторне голосування | Призначено повторне голосування                   |
| 3        | Бендик Галина Іванівна          | Самовисування                   | 27.03.1958                      | професійно-технічна             | безпартійна                     | Приватний підприємець                             |
| 4        | Топчій Станіслав Анатолійович   | Самовисування                   | 09.05.1974                      | вища                            | безпартійний                    | ТОВ "Столичний млин", Начальник зміни             |
| 5        | Іщук Людмила Іванівна           | Самовисування                   | 07.11.1961                      | професійно-технічна             | безпартійна                     | Приватний підприємець                             |
| 6        | Клименко Станіслав Григорович   | Самовисування                   | 18.09.1977                      | загальна середня                | безпартійний                    | ТОВ "Сепм", монтажник                             |
| 7        | Вигівський Сергій Миколайович   | Самовисування                   | 09.08.1976                      | професійно-технічна             | безпартійний                    | Державна служба охорони "Титан", Інспектор взводу |
| 8        | Киричок Юрій Іванович           | Самовисування                   | 19.04.1978                      | професійно-технічна             | безпартійний                    | Приватний підприємець                             |
| 9        | Призначено повторне голосування | Призначено повторне голосування | Призначено повторне голосування | Призначено повторне голосування | Призначено повторне голосування | Призначено повторне голосування                   |
| 10       | Селебінка Олексій Іванович      | Самовисування                   | 13.05.1987                      | вища                            | безпартійний                    | ПРАТ "Агрохім", охоронець                         |
| 11       | Струк Михайло Миколайович       | Самовисування                   | 29.03.1961                      | вища                            | безпартійний                    | Нижчедубечанська сільська рада, землевпорядник    |
| 12       | Селебінка Лариса Олександрівна  | Самовисування                   | 29.04.1967                      | професійно-технічна             | безпартійна                     | ПП Бендик, продавець                              |